# Stefano Zappalà
Stefano Zappalà (Aci Bonaccorsi, 6 febbraio 1941 – Latina, 15 aprile 2018) è stato un politico italiano.

## Biografia
Laureato in scienze strategiche, in scienze matematiche e in ingegneria civile, ufficiale dell'Esercito Italiano. Entra in politica nel 1994 con la nascita di Forza Italia: è stato consigliere regionale del Lazio (1995-2000), consigliere comunale a Latina (1997-2002), è stato sindaco di Pomezia dal 2002 al 2005.
Dal 1999 al 2009 è stato deputato del Parlamento europeo, eletto nel 1999 e 2004 per la lista di Forza Italia nella circoscrizione centro. Era iscritto al gruppo parlamentare del Partito Popolare Europeo. Il 25 settembre 2008 un suo intervento durante il quale affermava che "Silvio Berlusconi non possiede nemmeno una televisione" fu interrotto per le proteste e le contestazioni di tutti i deputati.
È stato vicepresidente della Commissione per le libertà civili, la giustizia e gli affari interni; membro della Commissione per il mercato interno e la protezione dei consumatori; della Delegazione per le relazioni con il Consiglio legislativo palestinese; della Delegazione alle commissioni di cooperazione parlamentare UE-Kazakistan, UE-Kirghizistan e UE-Uzbekistan e per le relazioni con il Tagikistan, il Turkmenistan e la Mongolia.
Dal 26 aprile 2010 al 2013 è stato Assessore al Turismo e Made in Lazio della Regione Lazio nella giunta di Renata Polverini.